# Seventeen Magazine
Seventeen Magazine (även kallad Seventeen) är amerikansk tidskrift som skapades i september 1944 av Ann Shoket. Tidningen är mest för tjejer under 12-19 år. Seventeen innehåller bland annat klädtips, sminktips och reportage. År 2001 sålde Seventeen Magazine cirka 2 016 049 exemplar av tidningen.

## Modeller för Seventeen Magazine (urval)
- Selena Gomez

- Demi Lovato

- Leighton Meester

- Taylor Swift

- Jonas Brothers

- Miley Cyrus
- Katy Perry
- Rihanna
- Kendall och Kylie Jenner
- Blake Lively
- Lucy Hale
- Taylor Lautner
- Jennifer Lawrence
- Ashley Greene
- Beyoncé
- Justin Bieber
- Lily Collins
- Ariana Grande
- Bella Thorne
- Emma Watson
- AnnaSophia Robb
- Ashley Benson
- Shailene Woodley
- Lauren Conrad
- Cameron Diaz